# 339. Infanterie-Division (Wehrmacht)
Die 339. Infanterie-Division (339. ID) war ein militärischer Großverband der Wehrmacht.

## Geschichte

### Aufstellung
Die 339. ID wurde im Dezember 1940 als bodenständige Infanterie-Division der 14. Aufstellungswelle im Wehrkreis IX in Thüringen aufgestellt. 

### Verlegung nach Polen
Im Mai 1941 wurde sie an die Demarkationslinie an der Grenze zur Sowjetunion verlegt. 

### Unternehmen Barbarossa
Während des Unternehmens Barbarossa war die 339. ID im August 1941 im rückwärtigen Gebiet der Heeresgruppe Mitte bei Witebsk und Bobruisk in Weißrussland aktiv.

### Rschew 1942
Im Januar 1942 kämpfte das IR 693 in der Schlacht von Rschew, der Rest der Division von Januar 1942 bis Januar 1943 mit der 2. Panzerarmee bei Brjansk. 

### Offensive 1942
Für die deutsche Sommeroffensive 1942 wurde sie dem XXXXVII. Armeekorps (mot.) der 2. Panzerarmee unterstellt.

### Auflösung
Nach schweren Verlusten wurde am 2. November 1943 bei der 4. Panzerarmee eine Umgliederung durchgeführt, bei der die Reste der 339. ID zusammen mit den Resten anderer Divisionen zur Korps-Abteilung „C“ umgegliedert wurde. In diese wurde die Divisionsgruppe 339 eingegliedert.

## Kriegsverbrechen

### Erschießung von jüdischen Zivilisten bei Krutscha
Im Herbst 1941 hatte die 339. ID unter dem Oberbefehl von General Max von Schenckendorff im rückwärtigen Gebiet der Heeresgruppe Mitte den Auftrag, Partisanen zu bekämpfen. Im Oktober 1941 wurden jüdische Zivilisten auf Befehl des Bataillonskommandeurs Major Alfred Commichau von Soldaten des Infanterie-Regimentes 691 bei Krutscha in der Nähe von Smolensk erschossen. Drei Täter, unter anderem der Kompaniechef Friedrich Nöll und Hauptfeldwebel Emil Zimber wurden nach dem Krieg am 8. April 1954 vom Landgericht Darmstadt wegen Totschlag verurteilt. Bei der neuen Verhandlung im März 1956 fand das Gericht  einige mildernde Umstände für die zwei Angeklagten. Man könne nicht wissen, ob und wie vielen der Juden in Krucha vielleicht die Flucht gelungen sei, und man mit Sicherheit nur von 15 Getöteten ausgehen könne. Unter diesen Toten seien aber keine Kinder gewesen, deshalb könne man auch nicht ausschließen, dass vielleicht überhaupt keine Kinder erschossen wurden. Deshalb wurden die Gefängnisstrafen reduziert – drei Jahre für Nöll, zwei Jahre für Zimber.

## Personen
| Dienstzeit                           | Dienstgrad      | Name           |
| ------------------------------------ | --------------- | -------------- |
| 15. Dezember 1940 bis Januar 1942    | Generalleutnant | Georg Hewelke  |
| Januar bis 8. Dezember 1942          | Generalleutnant | Kurt Pflugradt |
| 8. Dezember 1942 bis 1. Oktober 1943 | Generalmajor    | Martin Ronicke |
| 1. Oktober 1943 bis unbekannt        | Generalmajor    | Wolfgang Lange |

## Gliederung
- Infanterie-Regiment 691
- Infanterie-Regiment 692
- Infanterie-Regiment 693
- Artillerie-Abteilung 339
- Pionier-Bataillon 339
- Feldersatz-Bataillon 339
- Panzerjäger-Abteilung 339
- Divisions-Bataillon 339
- Nachrichten-Abteilung 339
- Nachschubtruppen 339